# Suzette
Suzette este o comună în departamentul Vaucluse din sud-estul Franței. În 2009 avea o populație de 117 de locuitori.

## Evoluția populației
| An        | 1975 | 1982 | 1990 | 1999 | 2006 | 2009 |
| --------- | ---- | ---- | ---- | ---- | ---- | ---- |
| Populație | 89   | 113  | 108  | 129  | 120  | 117  |